# Давид ди Донателло 2000
45-я церемония вручения наград премии «Давид ди Донателло» состоялась 19 апреля 2000 года на студии «Чинечитта».

## Победители и номинанты

### Лучший фильм
- Хлеб и тюльпаны, режиссёр Сильвио Сольдини
- Закон противоположностей, режиссёр Рикки Тоньяцци
- Гараж Олимпо, режиссёр Марко Бекис

### Лучшая режиссура
- Сильвио Сольдини — Хлеб и тюльпаны
- Марко Бекис — Гараж Олимпо
- Рикки Тоньяцци — Закон противоположностей

### Лучший дебют в режиссуре
- Алессандро Пива — Дурман
- Андреа Фрацци и Антонио Фрацци — Рухнувшие небеса
- Пьерджорджо Гай и Роберто Сан-Пьетро — Три истории

### Лучший сценарий
- Дориана Леондефф и Сильвио Сольдини — Хлеб и тюльпаны
- Марко Бекис и Lara Fremder — Гараж Олимпо
- Симона Иццо и Рикки Тоньяцци — Закон противоположностей

### Лучший продюсер
- Амедео Пагани — Гараж Олимпо
- Витторио Чекки Гори — Закон противоположностей
- Доменико Прокаччи — Но навсегда в моей памяти

### Лучшая женская роль
- Лича Мальетта — Хлеб и тюльпаны
- Лоренца Индовина — Un amore
- Франческа Нери — Сладкий шум жизни
- Франческа Нери — Я люблю Андреа
- Изабелла Росселлини — Рухнувшие небеса

### Лучшая мужская роль
- Бруно Ганц — Хлеб и тюльпаны
- Стефано Аккорси — Завтра сделано вчера
- Фабрицио Джифуни — Un amore
- Карло Вердоне — Однажды была китаянка в коме

### Лучшая женская роль второго плана
- Марина Массирони — Хлеб и тюльпаны
- Розалинда Челентано — Сладкий шум жизни
- Анна Гальена — Но навсегда в моей памяти

### Лучшая мужская роль второго плана
- Джузеппе Баттистон — Хлеб и тюльпаны (ex aequo)
- Лео Гуллотта — Хороший человек (ex aequo)
- Эмилио Солфрицци — Завтра сделано вчера

### Лучшая операторская работа
- Лука Бигацци — Хлеб и тюльпаны (ex aequo)
- Фабио Чанкетти — Закон противоположностей (ex aequo)
- Джузеппе Ланчи — Кормилица

### Лучшая музыка
- Эннио Морриконе — Закон противоположностей
- Паоло Буонвино — Но навсегда в моей памяти
- Альдо Де Скальци и Альдо Де Скальци — Завтра сделано вчера

### Лучшая художественная постановка
- Франческо Бронзи — Закон противоположностей
- Марко Дентичи — Кормилица
- Антонелло Геленг и Марина Пинцути Ансолини — Любовь в зеркале

### Лучший костюм
- Серджо Балло — Кормилица
- Альфонсита Леттьери — Закон противоположностей
- Луча Мирисола — La carbonara

### Лучший монтаж
- Карла Симончелли — Закон противоположностей
- Якопо Куадри — Гараж Олимпо
- Чечилия Дзанузо — Завтра сделано вчера

### Лучший звук
- Маурицио Арджентьери — Хлеб и тюльпаны
- Туллио Джордана — Сладкий шум жизни
- Бруно Пуппаро — Но навсегда в моей памяти

### Лучший короткометражный фильм
- Monna Lisa, режиссёр Маттео дель Бо

### Лучший иностранный фильм
- Всё о моей матери, режиссёр Педро Альмодовар
- Красота по-американски, режиссёр Сэм Мендес
- Восток есть восток, режиссёр Дэмиен О’Доннелл

### Premio David scuola
- Закон противоположностей, режиссёр Рикки Тоньяцци

### Targhe d’oro David
- Марианджела Мелато
- Джанкарло Джаннини
- Джорджо Армани
- Алессандро фон Норман
- U.N.I.T.E.C. Unione Nazionale Industrie Tecniche Cineaudiovisive

### David speciali
- Массимо Болди и Кристиан Де Сика
- Леонардо Пьераччони
- Витторио Чекки Гори